# Leon Broekhof
Leon Broekhof (Brummen, 14 mei 1988) is een voormalig Nederlands profvoetballer die als verdediger speelde.
Broekhof kwam via SC Brummen in de jeugdopleiding van Vitesse. Vandaar ging hij naar De Graafschap waar hij op 27 september 2009 debuteerde tegen AGOVV Apeldoorn.
In het voorjaar van 2011 tekende Broekhof een tweejarig contract bij Roda JC Kerkrade. Van af het seizoen 2012-2013 staat Leon Broekhof bij de JupilerLeague club SC Cambuur onder contract. Op 31 augustus 2013 wordt dat contract ontbonden. Per 1 september 2013 ging hij op amateurbasis aan de slag bij FC Emmen. Op 23 september beëindigde hij per direct zijn loopbaan om zich te gaan richten op zijn maatschappelijke carrière. Het hoogtepunt van Broekhof was in 2011 toen De Graafschap won van Feyenoord door zijn winnende doelpunt.
In januari 2014 ging Broekhof voor VV Bennekom spelen. Medio 2015 maakte hij de overstap naar FC Lienden waarmee hij direct de Super Cup won. In 2018 ging hij naar Sparta Nijkerk.

## Clubstatistieken
| Seizoen | Club             | Land      | Competitie     | Duels | Goals |
| ------- | ---------------- | --------- | -------------- | ----- | ----- |
| 2008/09 | De Graafschap    | Nederland | Eredivisie     | 0     | 0     |
| 2009/10 | De Graafschap    | Nederland | Jupiler League | 3     | 0     |
| 2010/11 | De Graafschap    | Nederland | Eredivisie     | 18    | 1     |
| 2011/12 | Roda JC Kerkrade | Nederland | Eredivisie     | 5     | 0     |
| 2012/13 | SC Cambuur       | Nederland | Jupiler League | 8     | 0     |
| 2013/14 | FC Emmen         | Nederland | Jupiler League | 0     | 0     |
| Totaal  | Totaal           | Totaal    | Totaal         | 34    | 1     |

- Update: 23 september 2013